# Воскресенское (Херсонская область)
Воскресенское (укр. Воскресенське) — село в Новотроицкой поселковой общине Генического района Херсонской области Украины. В 2022 году, во время вторжения России на Украину, село было оккупировано ВС РФ.
Население по переписи 2001 года составляло 530 человек. Почтовый индекс — 75322. Телефонный код — 5548. Код КОАТУУ — 6524485002.